# Oceanites oceanicus
El paíño de Wilson (Oceanites oceanicus) es una especie de ave procelariforme de la familia Oceanitidae distribuida principalmente por los océanos del hemisferio sur, aunque alcanza la parte meridional del Atlántico norte. Es un ave marina de pequeño tamaño de plumaje pardo oscuro, salvo en el obispillo y el bajo vientre que son blancos, que se alimenta en la superficie del océano. Como otros paíños planea al ras de la superficie del mar tocandola con sus pies, y correteando por ella en busca de alimento. 

## Descripción

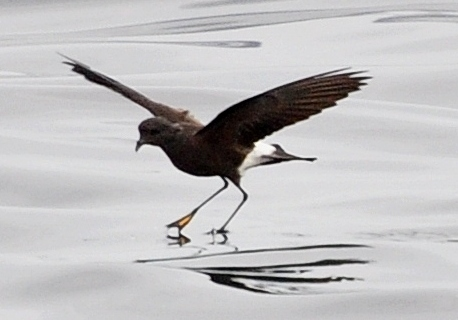
El paíño de Wilson se caracteriza por su obispillo blanco y sus membranas interdigitales amarillas.

El paíño de Wilson es un ave pequeña, que mide entre 16–18.5 cm de longitud y tiene una envergadura alar de 38–42 cm. Es un poco mayor que el paíño europeo. Su plumaje es prácticamente todo de color pardo oscuro, excepto en el obispillo y los flancos del bajo vietre que son blancos. En vuelo sus pies permanecen justo al final de su cola cuadrada. El paíño europeo tien una franja blanquecina característica en la parte inferior de las alas y la parte superior la tiene toda oscura, mientras que el petrel de Wilson tiene una banda clara difusa en la parte superior de las alas y no tiene ninguna en la parte inferior. Sus membranas interdigitales son de color amarillo en los adultos, aunque los individuos inmaduros tienen manchas negras.

## Taxonomía
El paíño de Wilson se clasifica en el género Oceanites, perteneciente a la familia de los paíños australes, Oceanitidae. Los paíños son los miembros más pequeños del orden Procellariiformes, e integran una de sus cuatro familias principales, junto a Hydrobatidae (paíños boreales) Diomedeidae (albatros), Procellariidae (petreles y pardelas).Los procelariformes son aves marinas que se caracterizan por tener picos con tubos nasales sobresalientes y alas largas y estrechas, que les permiten surcar los vientos planeando largas distancias sobre el mar. 
El paíño de Wilson fue descrito por el zoólogo alemán Heinrich Kuhl en 1820, con el nombre de Procellaria oceanica. En 1840 fue trasladado como especie tipo al género Oceanites, creado por Alexander Keyserling y Johann Heinrich Blasius. Se reconoce tres subespecies de paíño de Wilson.
- O. o. oceanicus - cría en las islas subantárticas;
- O. o. exasperatus - se reproduce en la Antártida, las islas Shetland del Sur y las Sandwich del Sur;
- O. o. chilensis - cría en Tierra del Fuego.

El nombre del género es de etimología griega, ya que procede de las oceánides, el nombre de las ninfas hijas de los dioses mitológicos el mar, Océano y Tetis. Por su parte el nombre específico es el término latino oceanicus que significa «oceánico».

## Distribución
Esta especie se reproduce en las costas de la Antártida e islas vecinas tales como las islas Shetland del Sur durante el verano del hemisferio sur. El resto del año lo pasa en el mar, y se desplaza hacia los océanos del norte en el invierno del hemisferio sur. Es mucho más común en el Atlántico norte que en el Pacífico.  Se ha establecido que el paíño de Wilson es común al este de la costa de Norteamérica en el verano del norte y mediante investigaciones se ha determinado la abundancia estacional de esta ave en aguas apropiadas en Europa, inclusive en las islas de Sicilia y Gran Bretaña.
Es estrictamente pelágica fuera de la temporada de reproducción, y esto sumado a lo remoto de sus sitios de reproducción, hace que sea difícil observar en tierra al paíño de Wilson. Solo durante grandes tormentas es que esta especie puede acercarse a tierra.
Es un ave con una gran población distribuida en un amplio área por lo que se clasifica como especie bajo preocupación menor en la lista roja de la UICN.

## Comportamiento y ecología

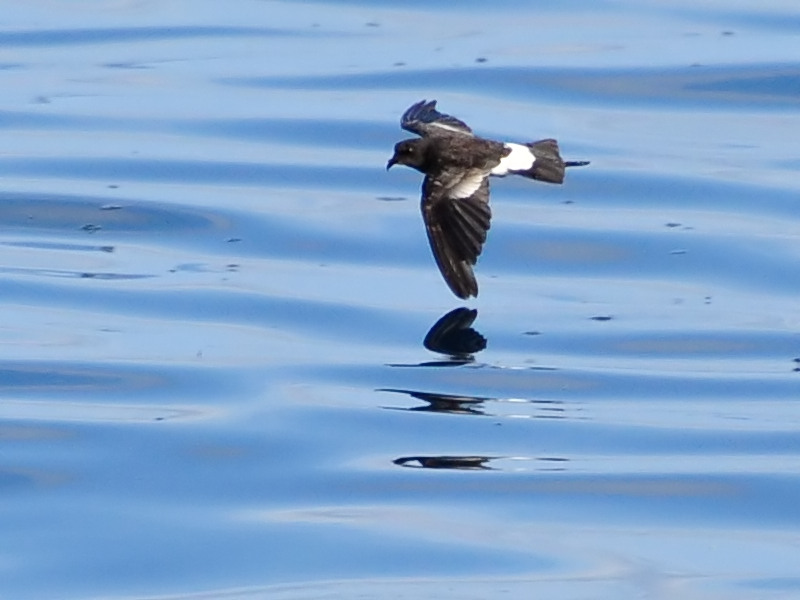
Detalle de la banda pálida en las coberteras superiores de las plumas secundarias del ala.

El paíño de Wilson tiene un vuelo más directo y planeado que otros paíños, y como la mayoría de ellos suele volar a poca distancia de la superficie del océano y acostumbra a planear tocando con las patas el agua mientras pesca con el pico en la superficie. Incluso en calma la leve brisa que se produce por las olas es suficiente para que mantenerlo planeando mientras se estabiliza con sus patas. Como el paíño europeo es un ave muy gregaria, y también suele seguir a los barcos. Se alimentan principalmente de invertebrados del plancton de la superficie, y rara vez se zambullen más allá para capturar una presa. A veces pueden pescar peces entre 3–8 cm de largo de la familia Myctophidae.
Con sus 40 g de media, es el animal de sangre caliente más pequeño que cría en la región antártica. Anida cerca del mar en las grietas de las rocas o pequeñas madrigueras en la tierra blanda. En el interior de su nido pone solo un huevo blanco. Como sus parientes, su capacidad para caminar es limitada y suele arrastrase sobre sus tarsos para introducirse en su madriguera. En el ártico los nidos pueden ser cubiertos por la nieve lo que produce la pérdida de los polluelos. En los lugares de anidamiento es estrictamente nocturno para evitar a las gaviotas y lo págalos que depredan sobre él, y evita llegar al nido incluso en las noches con lunas claras. Los dos progenitores incuban y alimentan al único polluelo. El polluelo emite llamadas y pide comida más vigorosamente cuando tiene hambre. Los polluelos permanecen en el nido unos 60 días, donde es alimentado con krill, peces y anfípodos. Los adultos son capaces de identificar en la oscuridad su nido y su pareja por medio del olfato.